# Karl XII i kulturen

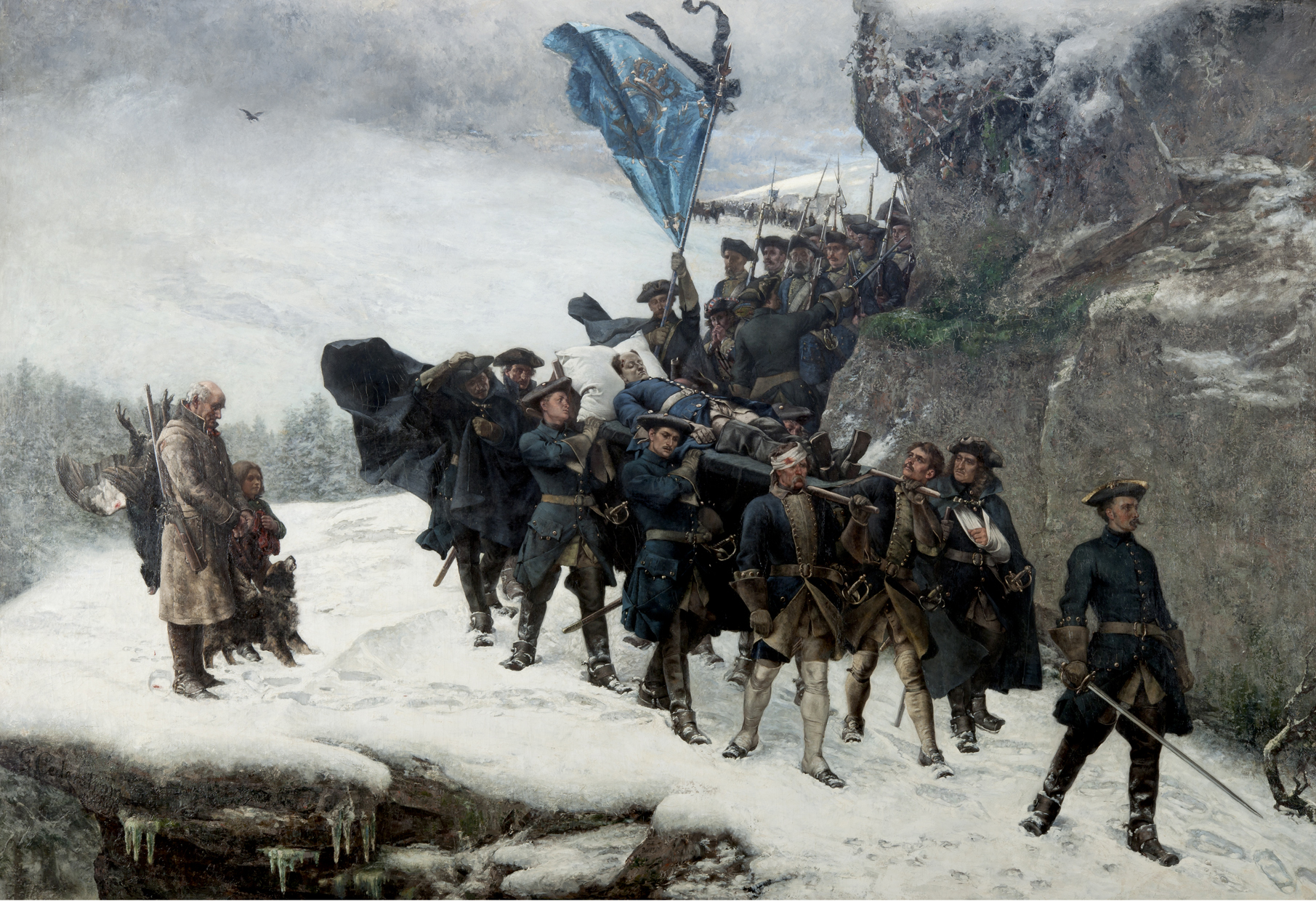
Målningen Karl XII:s likfärd av Gustaf Cederström från 1878.

Karl XII i kulturen avser de verk som har gjorts såväl under kungens samtid som i tiden efter dennes död. Både svenska och utländska kulturpersonligheter har porträtterat Karl XII i en rad olika medier, exempelvis inom porträttkonsten, skönlitteratur, diktkonsten, musik, film och TV.

## Porträttkonst
Under sin livstid var Karl XII flitigt porträtterad. Porträtt av Karl XII som barn gjordes av David Klöcker Ehrenstrahl. Efter Ehrenstrahls död 1698 kom efterföljande porträtt under Karl XII:s vuxenliv målas av Ehrenstrahls lärjungar, såsom David von Krafft (inklusive Kraffts lärjunge Johan David Schwartz), Andreas von Behn och Mikael Dahl. Kungen har även porträtterats av Anders von Cöln och Axel Sparre, liksom utländska konstnärer såsom Johann Heinrich Wedekind och Hyacinthe Rigaud. Karl XII önskade själv att bli avbildad på ett realistiskt vis, klädd i sin soldatuniform och utan kungliga attribut.
Kort efter Karl XII:s död avmålades han av Carl Fredrik Mörck. Senare under 1800- och 1900-talen avbildades Karl XII i nationalromantiska drag av Gustaf Cederström, Wilhelm Wohlfart, Carl Gustaf Hellqvist, Johan Fredrik Höckert och Julius Kronberg.

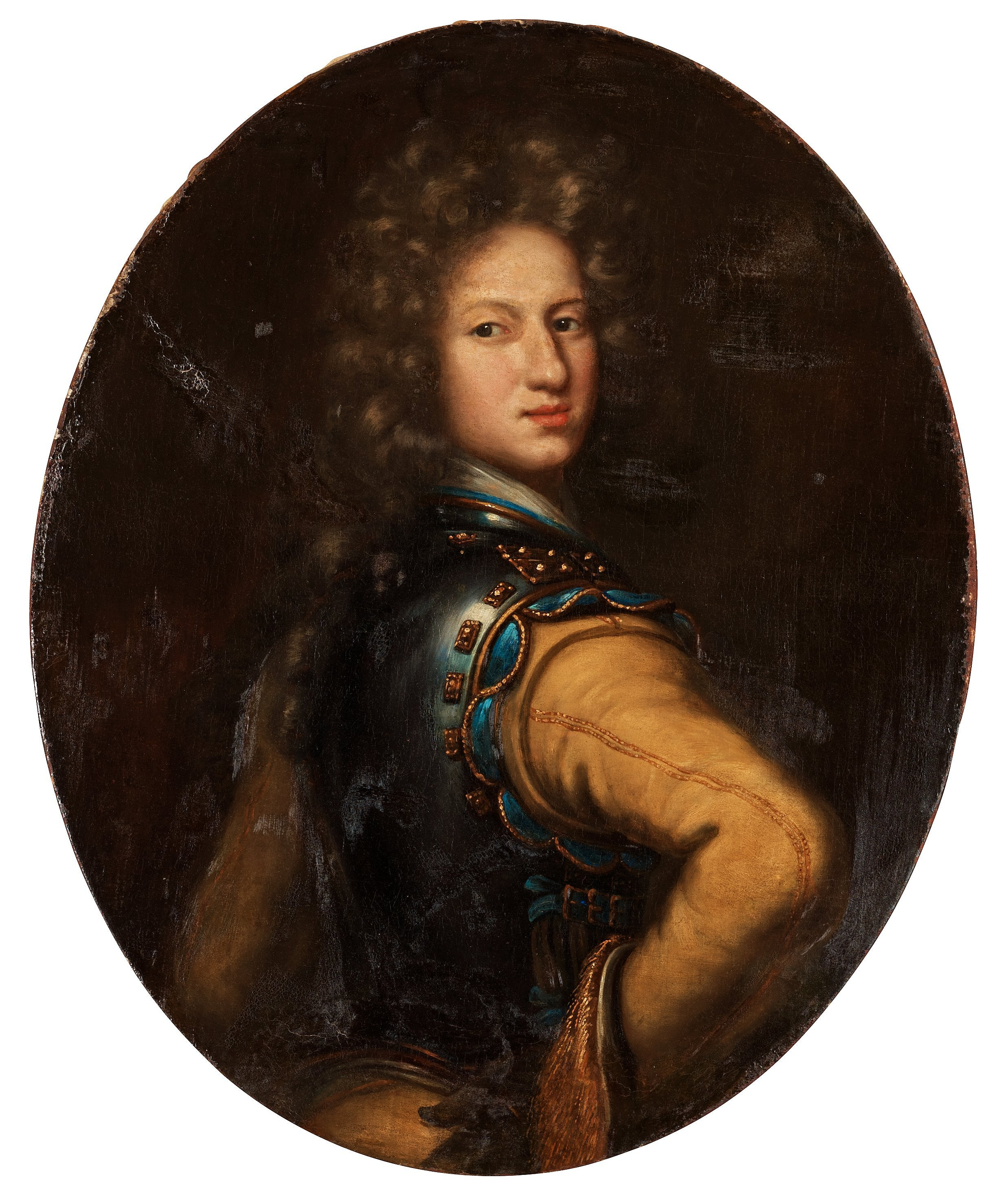
Porträtt från 1697 av David Klöcker Ehrenstrahl.
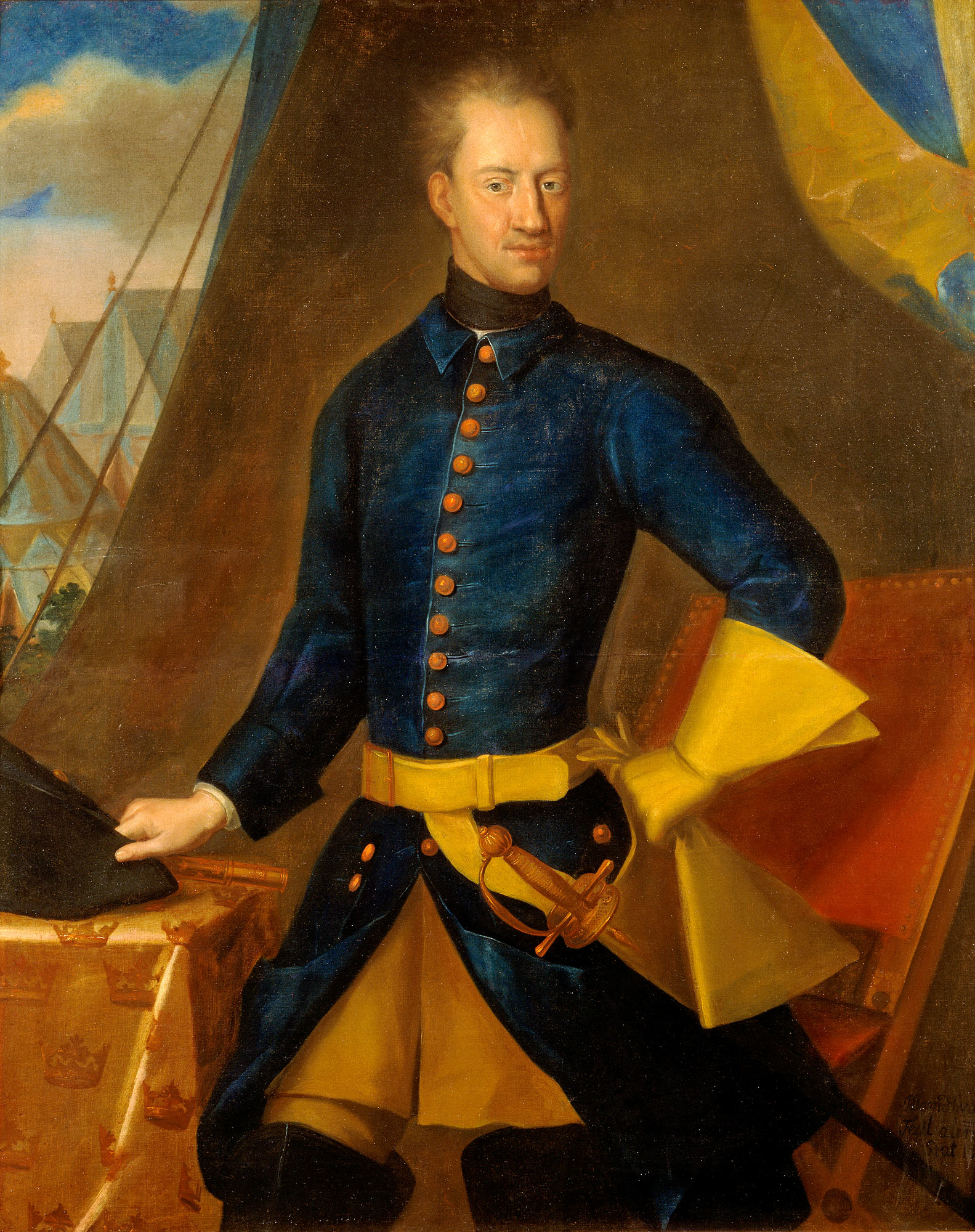
Porträtt från 1706 av Johan David Schwartz.
Porträtt från 1707 av Johan David Schwartz.
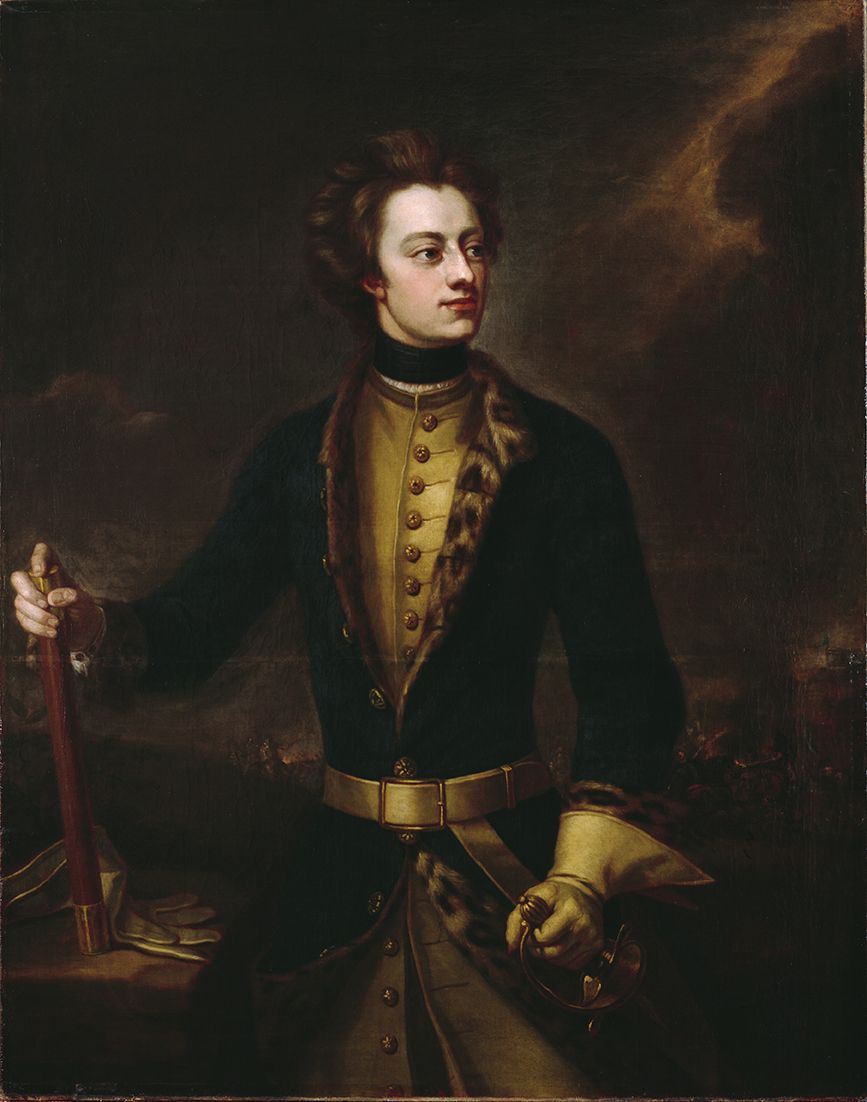
Porträtt från 1710 av Mikael Dahl.
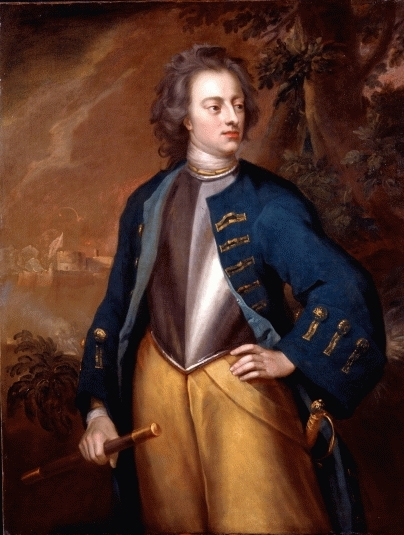
Porträtt från 1714 av Mikael Dahl.
Porträtt från 1715 av Johann Heinrich Wedekind. Kopia av Henrik August Ankarcrona.
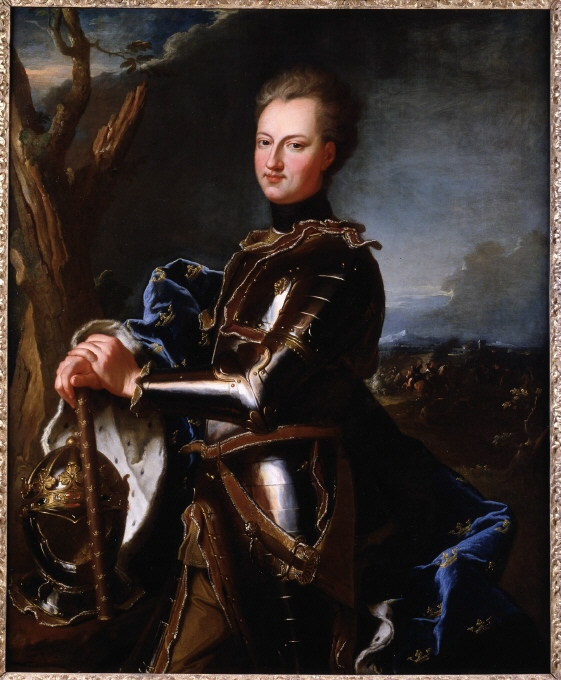
Porträtt från 1715 av Hyacinthe Rigaud.
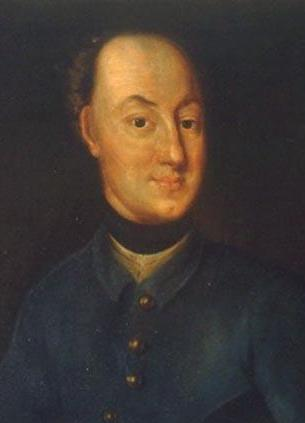
Porträtt från 1715 av en okänd konstnär.
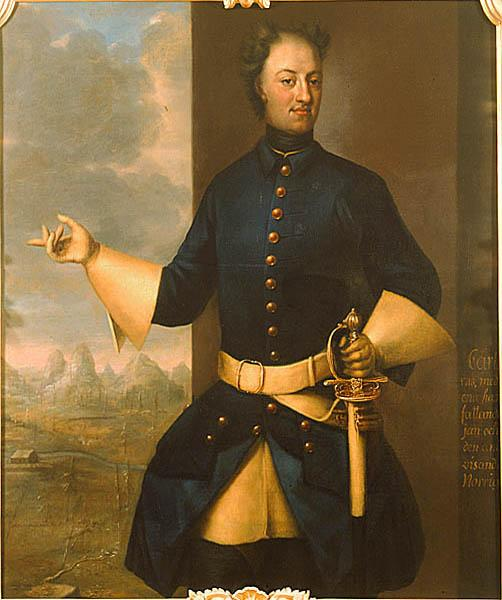
Porträtt från 1719 av Johann Heinrich Wedekind.
Porträtt från 1851 av Wilhelm Wohlfart.
Skiss från 1896 av Gustaf Cederström.
Porträtt från okänt år av David Klöcker Ehrenstrahl.
Porträtt från okänt år av Johan David Schwartz.
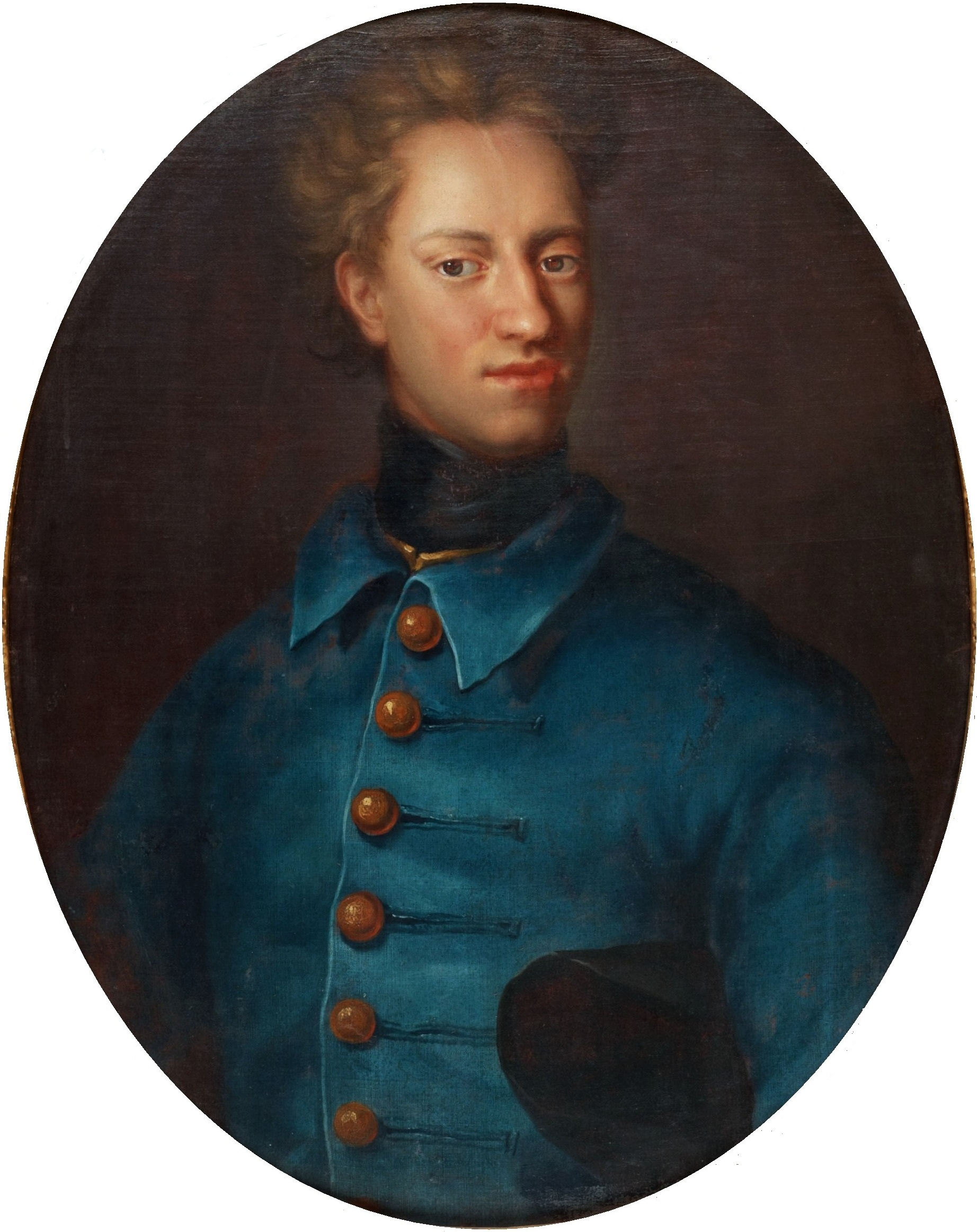
Porträtt från okänt år, tillskrivet David von Krafft.
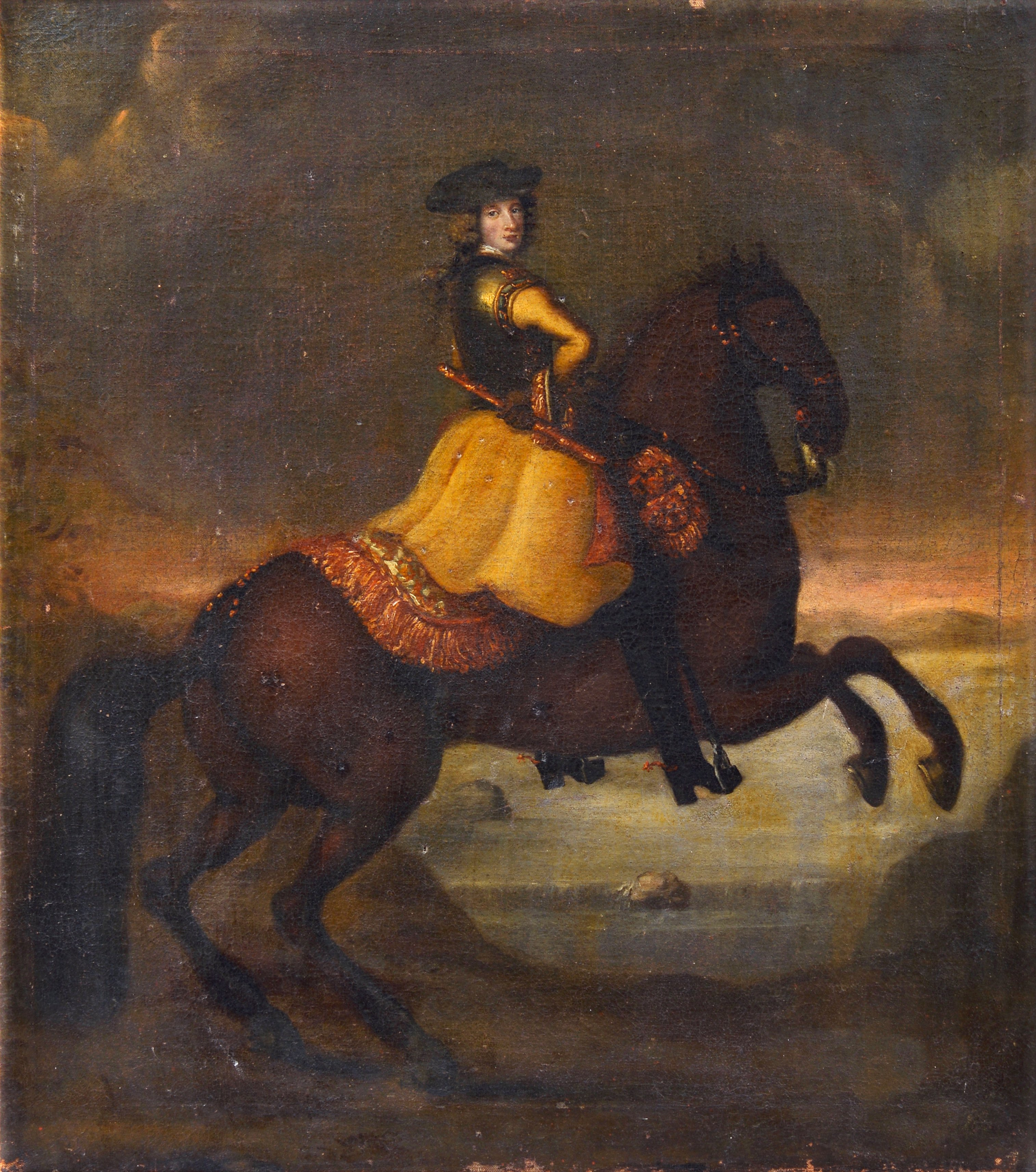
Porträtt från okänt år i David von Krafts stil.
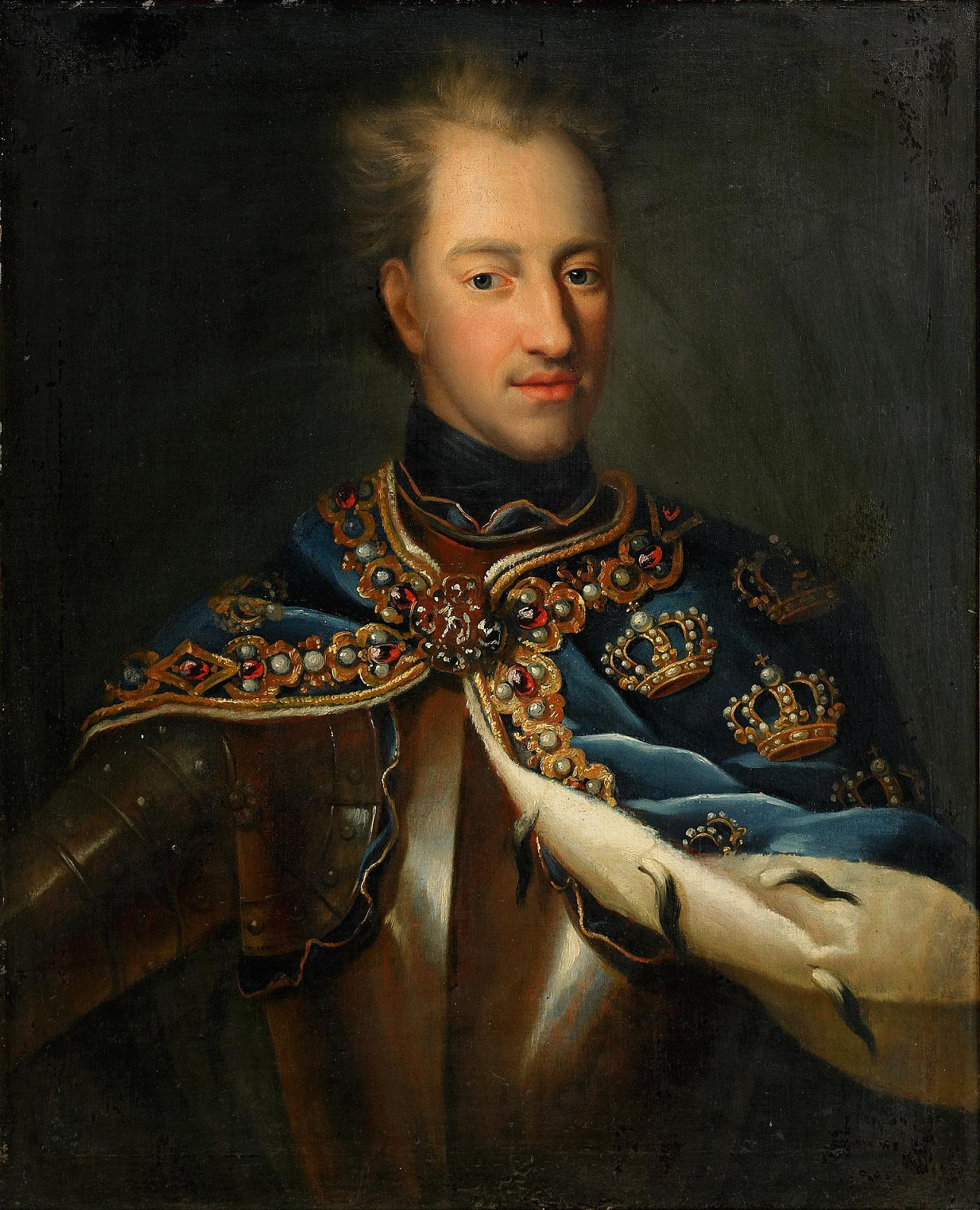
Porträtt från okänt år av okänt konstnär efter David von Krafft.
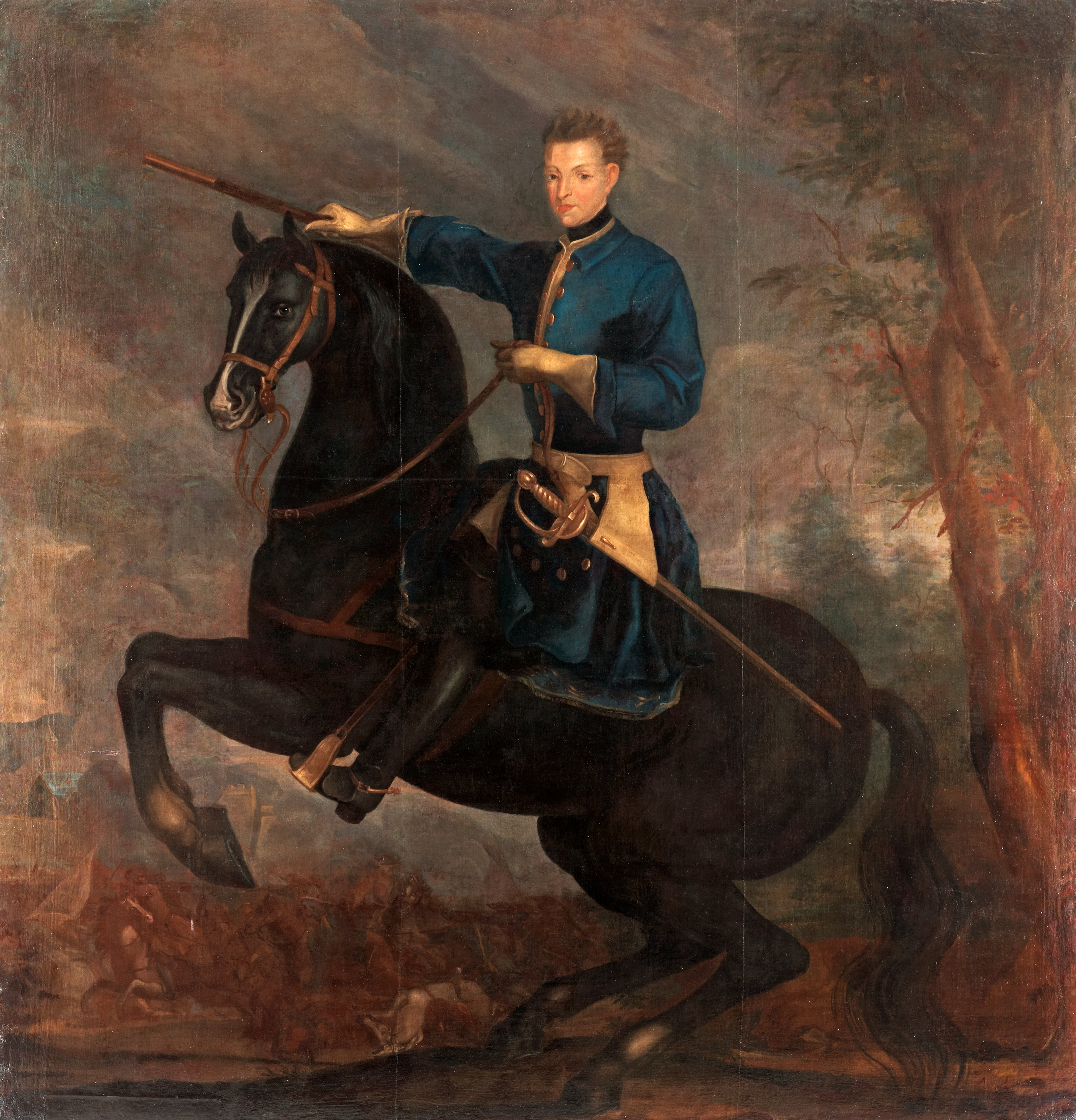
Porträtt från okänt år av okänd konstnär i David von Kraffts stil.
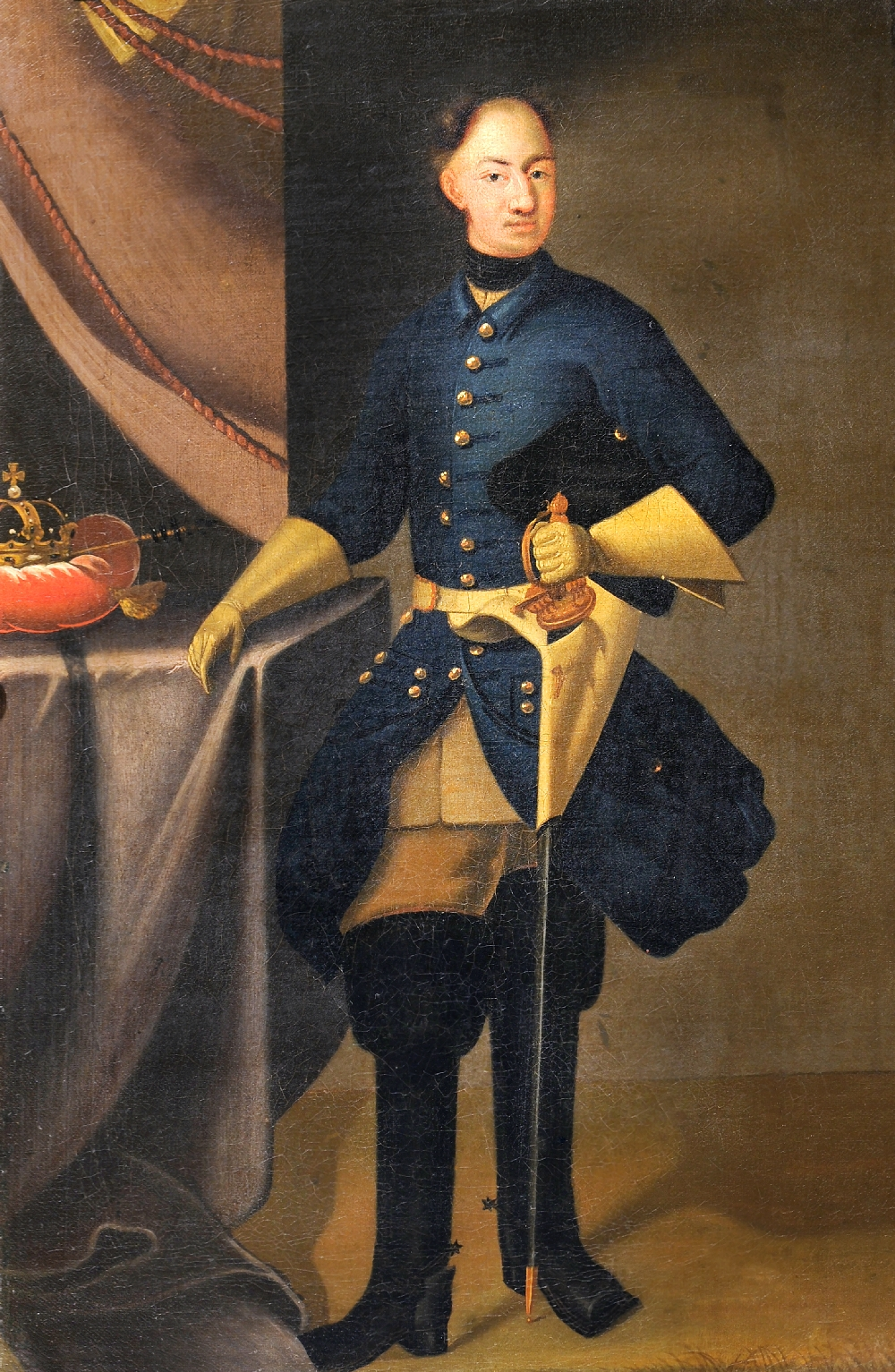
Porträtt från okänt år av David von Krafft.
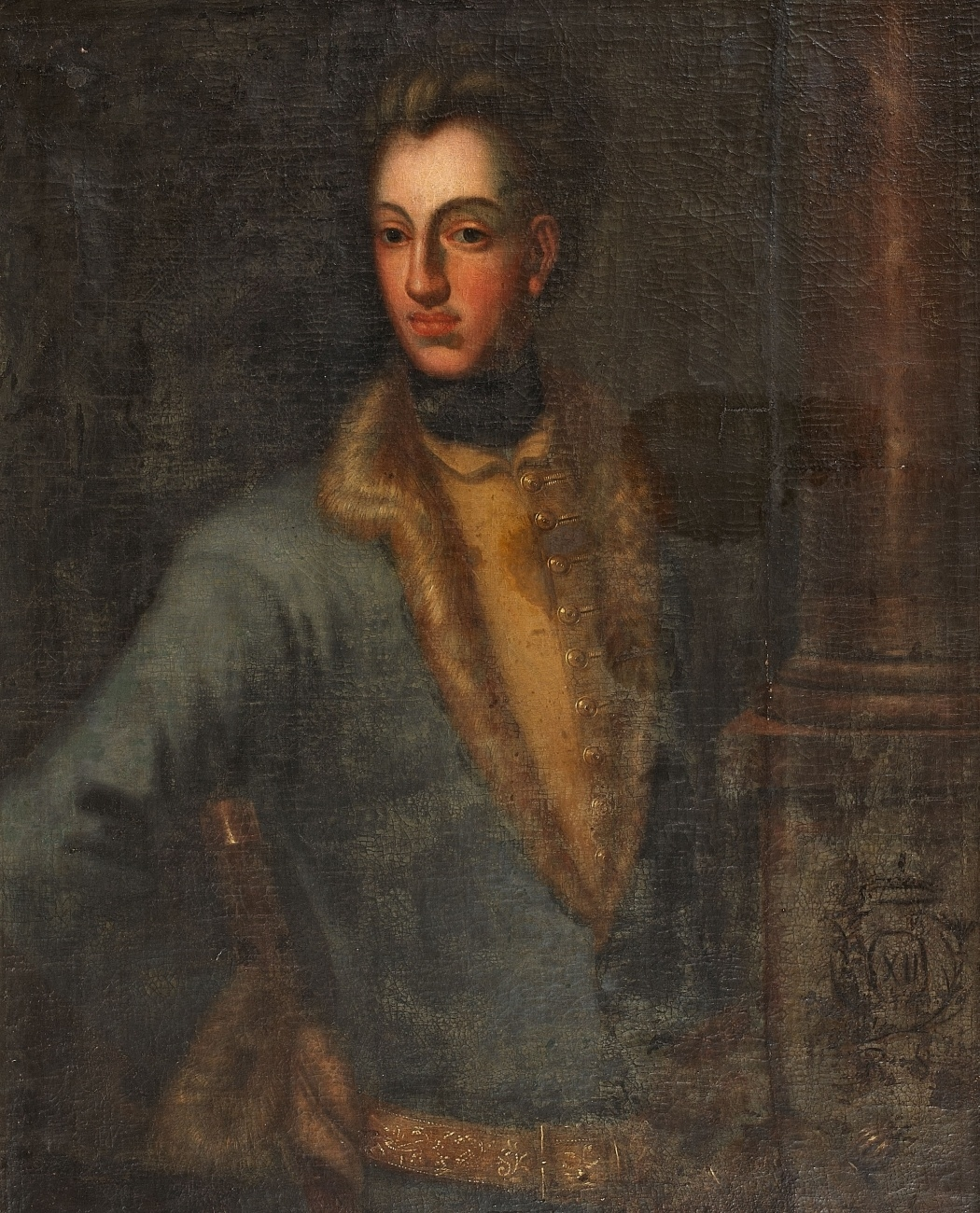
Porträtt från okänt år av okänd konstnär efter David von Krafft.
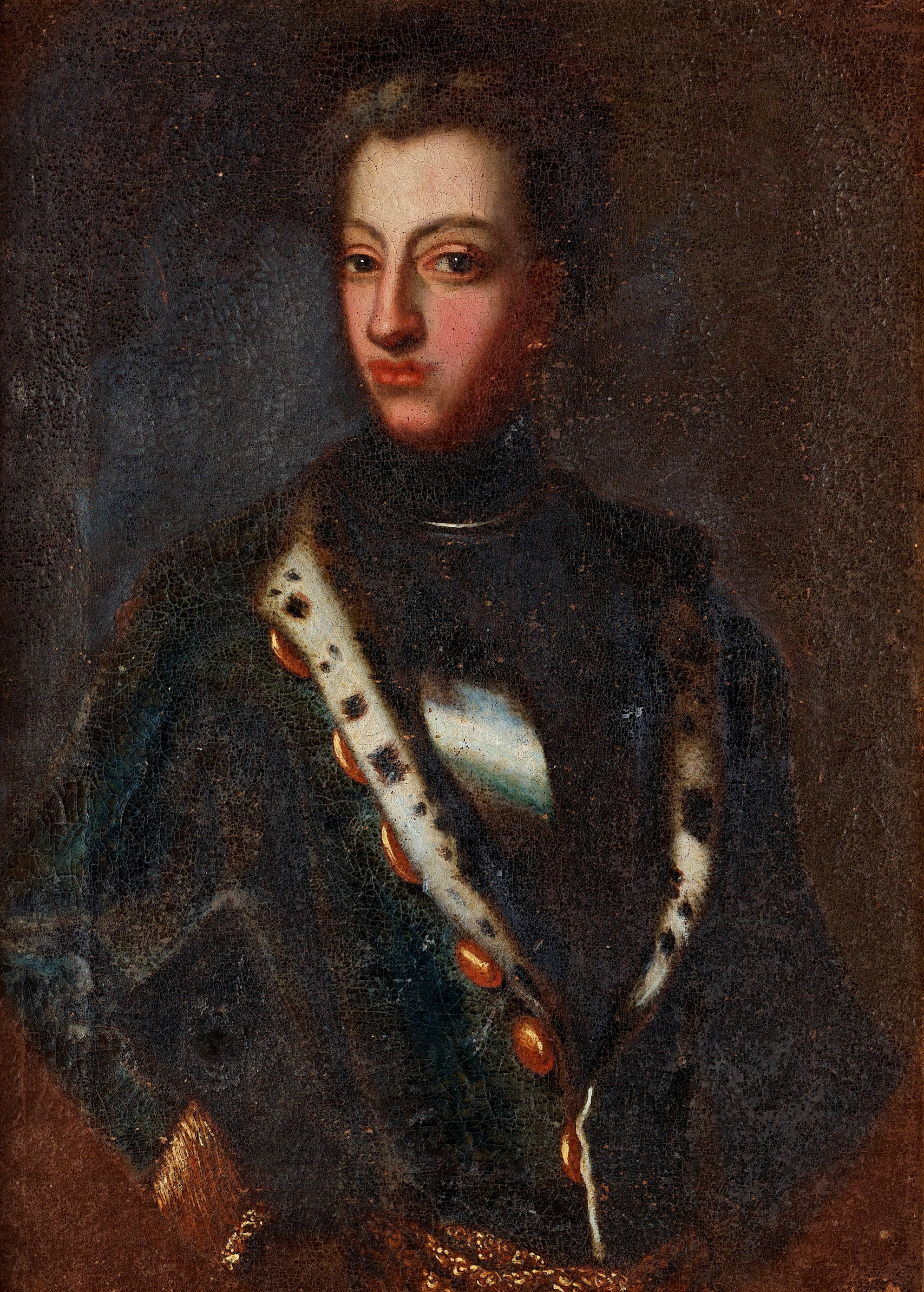
Porträtt från okänt år av okänt konstnär David von Kraffts stil.
Porträtt från okänt år av Carl Fredrik Mörck.
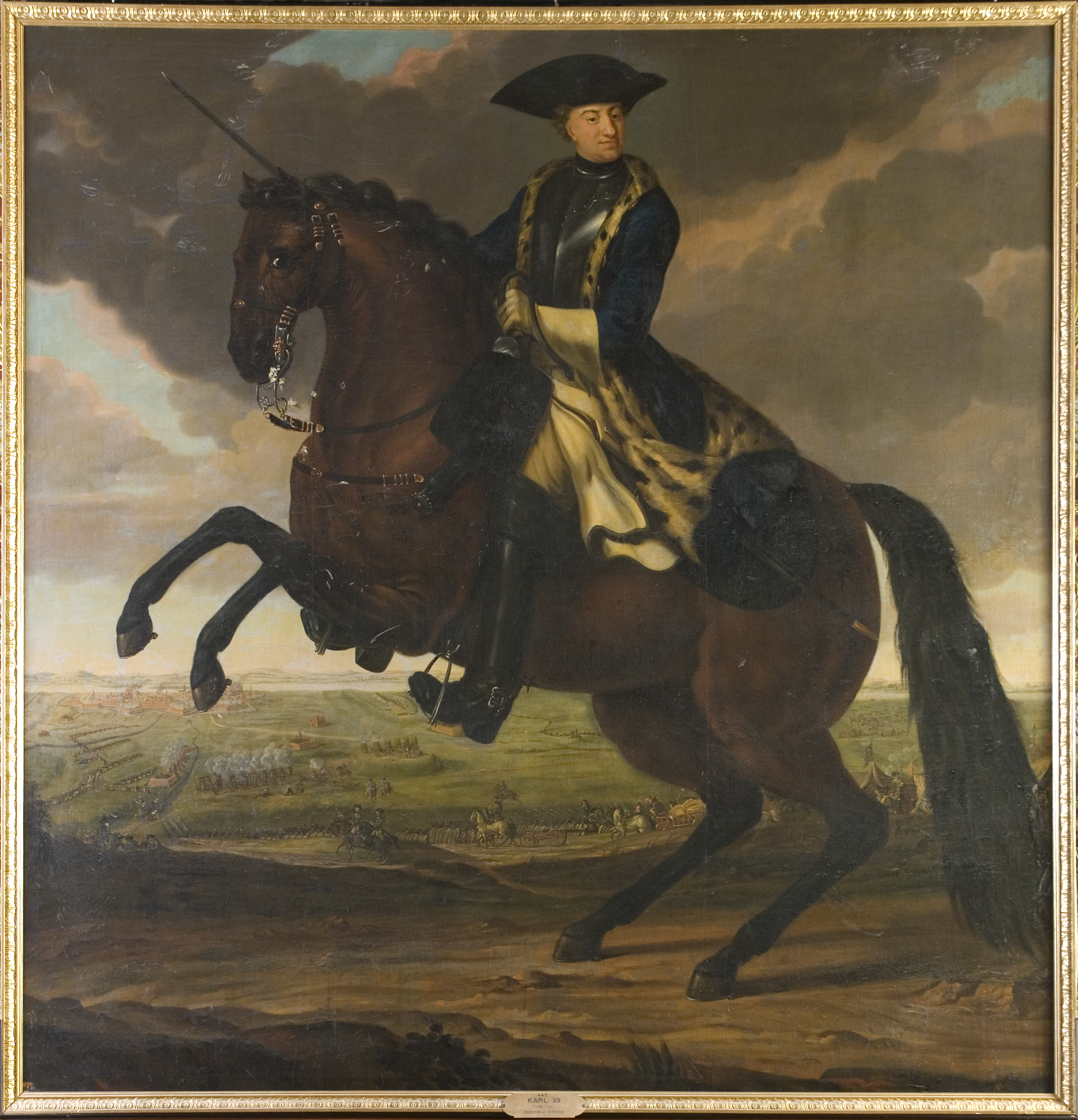
Porträtt från okänt år av Anders von Cöln.
Allegori över kung Karl XIIs födelsedag, av Andreas von Behn.

## Skulpturer
Karl XII:s staty av Johan Peter Molin avtäcktes den 30 november 1868 i den södra delen av Kungsträdgården i Stockholm. Kungen avbildades med värjan i ena handen och den andra visande ut över bataljfältet, mot öster, en gest som ansågs hålla kungens hjälterenommé levande. Som förlaga för klädseln tjänade den uniform som Karl XII bar då han dog vid Fredrikstens fästning 1718. Kring statyn står fyra mörsare, som erövrades av Karl XII under återerövringen av Dünamünde.

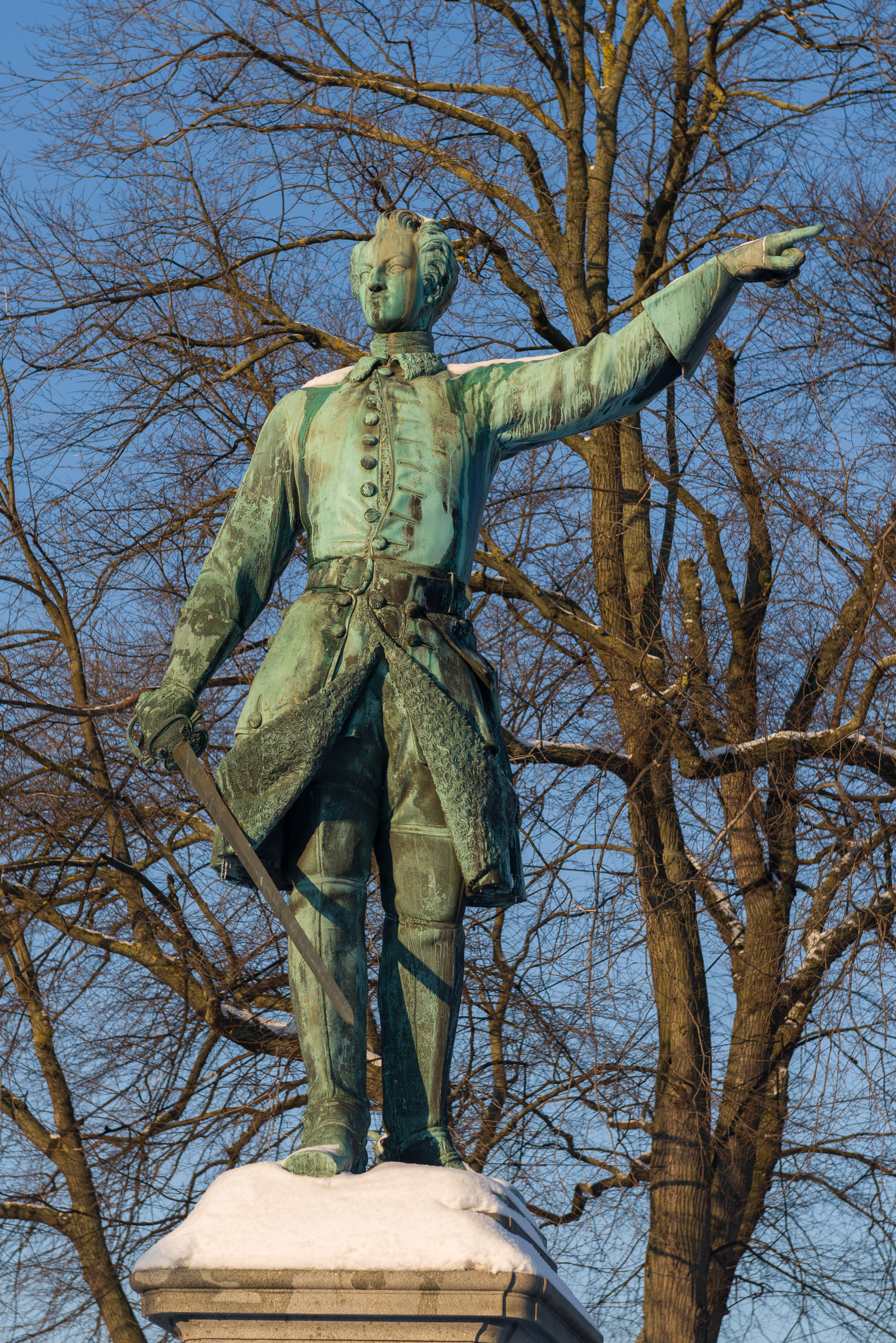
Karl XII:s staty i Kungsträdgården i Stockholm. Fotografi från december 2012.
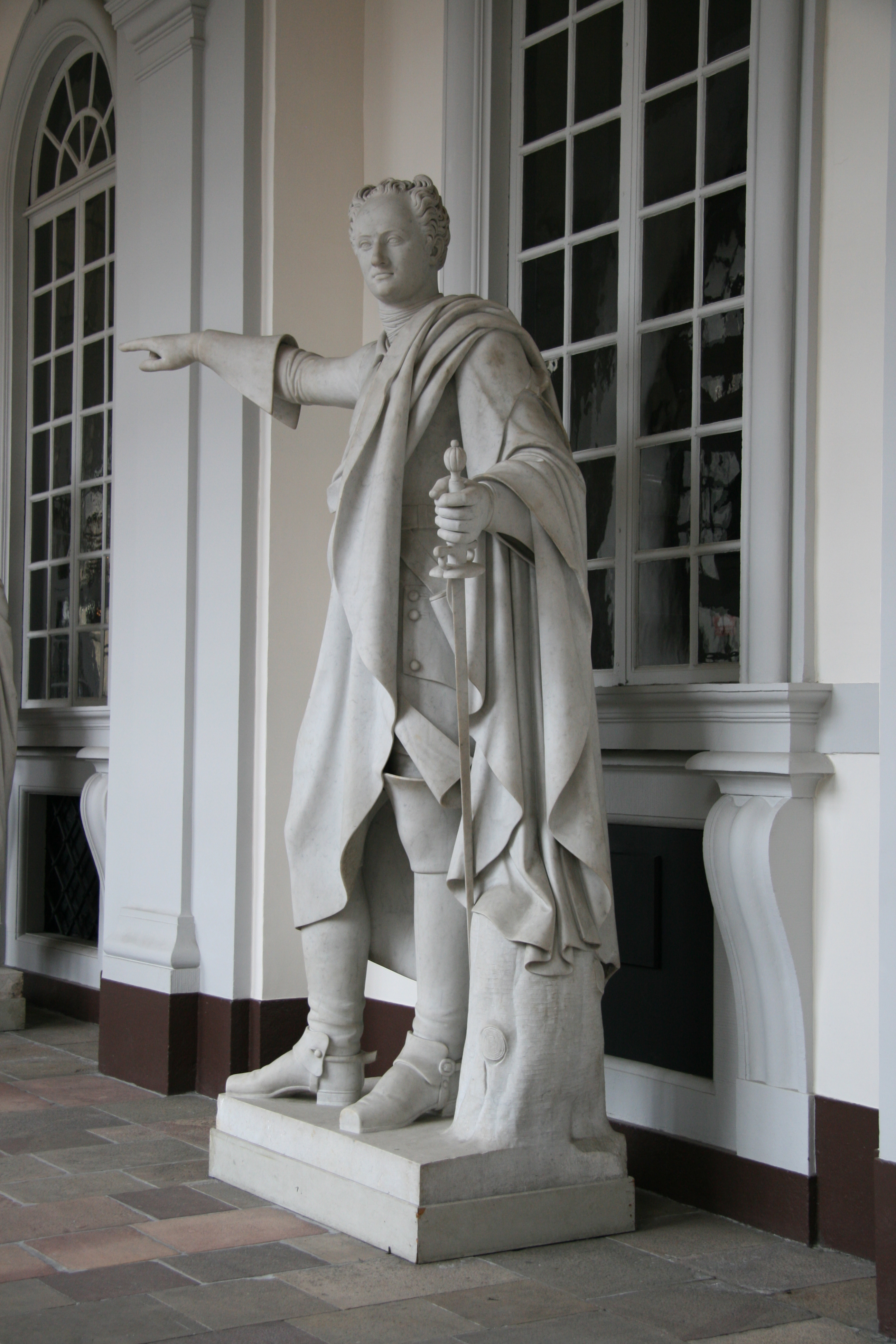
Staty av Karl XII i västra valvet, Stockholms slott. Fotografi från maj 2009.
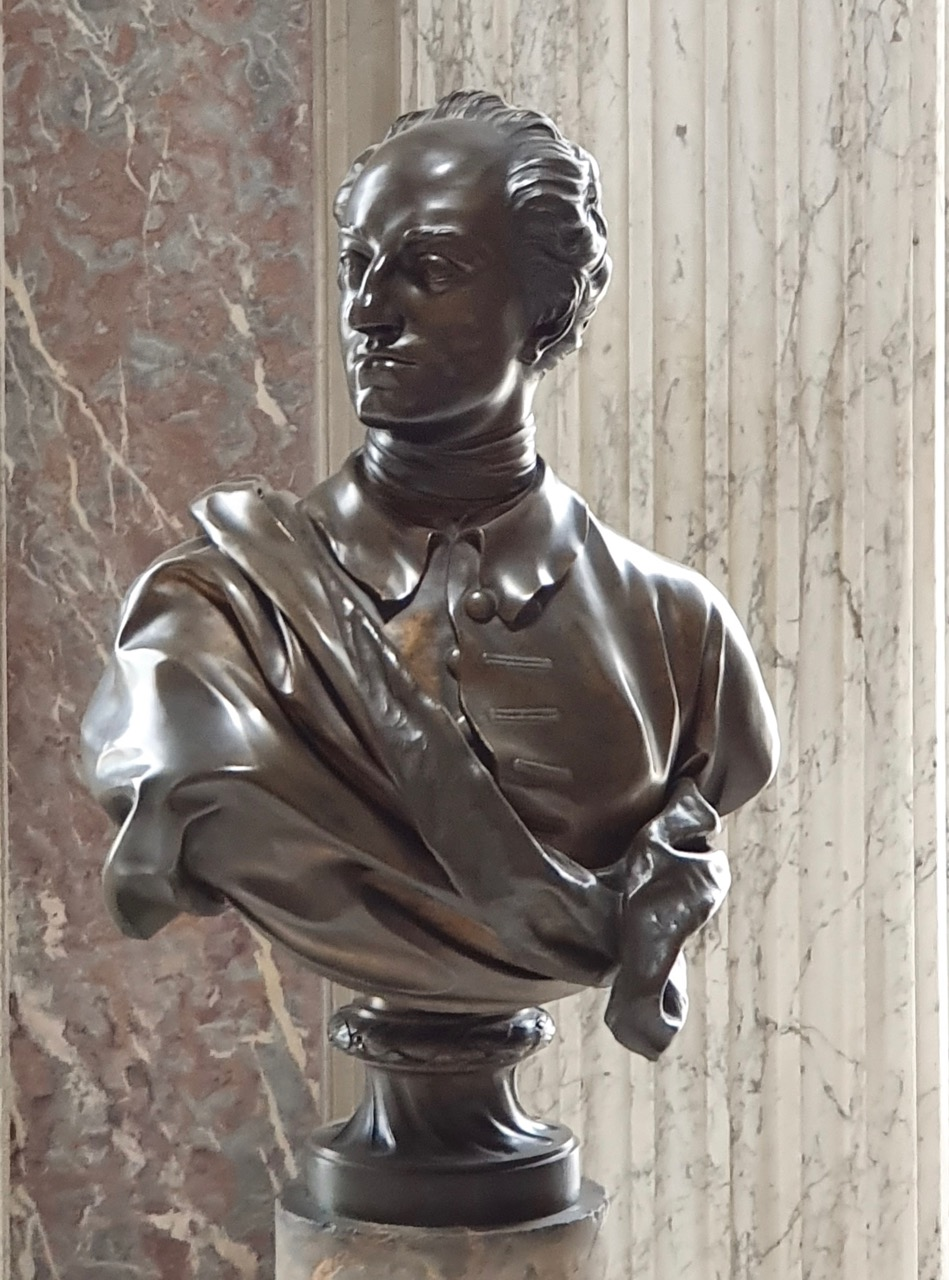
Byst över Karl XII skapad av Gerhard Meyer och som 1755 gavs till kung Fredrik II av Preussen som gåva av hans syster Lovisa Ulrika. Bysten placerades i marmorsalen i slottet Sanssouci i Potsdam.

## Skönlitteratur
I den svenska skönlitteraturen och belletristiken i allmänhet är Karl XII:s tid i svensk historia flitigt behandlad. Redan de med Karl XII samtida skalderna skrev om honom och under frihetstiden bland andra Olof von Dalin.
Karl XII:s karriär porträtteras i Samuel Johnsons lärodikt "The Vanity of Human Wishes" (1749), som skildrar kungen som en oförskräckt krigare som står fast vid sina föresatser.
I början av 1800-talet skildrade Esaias Tegnér i dikten "Karl XII" kungen som den store hjälten och Erik Gustaf Geijer ägnade honom en dikt, Narvamarschen. I ett band av Fältskärns berättelser behandlade Zacharias Topelius i mitten av århundradet Karl XII:s tid. Då gav också Gustaf Henrik Mellin ut en historisk novell, 25-öresboken Flickorna i Askersund - en berättelse från Carl XII:s tidevarv som ger en småstadsbild från 1709. I slutet av århundradet kom Carl Snoilsky med några av sina Svenska bilder från Karl XII:s tid, liksom Verner von Heidenstam med Karolinerna.
Karl XII har hyllats i flera svenska nationalromantiska skrifter, där han framställs som hjälte. Bland dessa finns dikten Med Guds hjälp vilja vi strida av en okänd författare, som berättar om tsar Peters belägring av Narva och Karl XII:s seger över honom. Esaias Tegnér skrev hyllningsdikten Karl XII, där inledningsorden Kung Karl, den unge hjälte skildrade kungen som hjältefigur. Dikten tonsattes av Otto Edvard Westermark 1818 och arrangerades för manskör av Eric Jacob Arrhén von Kapfelmann. Skalden Gunno Dahlstierna skrev 1701 en hyllningsdikt till Karl XII vid namn Giöta Kiämpa-wisa. Dikten skildrar allegoriskt hur den vackra jungfrun Narwa avvisar friaren Pädars (Peters) närgångna inviter eller påträngande propåer och räddas av sin trolovade kung Carl. År 1927 skrev historikern Ingvar Andersson en analys om dikten i sin bok Göta kämpavisa och dess skildring av Narvaslaget. Karl XII dyker upp i Johan Ludvig Runebergs visor Konungen och Björneborgarnas marsch i diktverket Fänrik Ståls sägner; i visan För se han va´ så djäkla stark skriven av Anton Nyström i hans bok Karl XII och sammansvärjningen mot hans envälde och liv; samt i Anders Odels propagandaverk Sinclairvisan.
Under 1900-talet dramatiserade August Strindberg kungen i slutskedet av hans liv i pjäsen Karl XII. Med utgångspunkt i en berättelse från karolinernas återkomst byggde Elin Wägner upp sin roman Vinden vände bladen där ett av dess ledmotiv är urgammal samhällstradition i Småland. I England gav författaren Edith M. Almedingen 1938 ut en skönlitterär bok med titeln The Lion of the North - (Charles XII, king of Sweden).

## Musik
Erik Gustaf Geijer skrev dikten Viken, tidens flyktiga minnen till högtidlighållandet av 100-årsminnet av Karl XII:s död den 30 november 1818, och därför ofta kallad Karl XII:s marsch vid Narva och Narvamarschen. Ensemble Laude Novella framförde dikten Med Guds hjälp vilja vi strida och Sinclairvisan i sitt album Ekon från Poltava från 2008.
Till den amerikanska melodin Battle Hymn of the Republic sjungs även texten "Karl den tolfte hade hundratusen man".
Lill-Babs spelade in poplåten "Karl XII", som släpptes som singel och på EP-skiva på skivmärket Karusell 1960.
Al Stewarts låt "The Coldest Winter in Memory" handlar om Karl XII:s misslyckade fälttåg i Ryssland. Låten förekommer i albumen Seemed Like a Good idea at the Time från 1996 och Uncorked från 2009.
Karl XII är framträdande inom svensk vikingarock, hårdrock och heavy metal. Albumserien Carolus Rex, bestående av åtta samlingsalbum utgivna mellan 1994 och 2006, gjordes av vikingarockgrupperna Blå Brigader, Karolinerna, Väringarna, Völund Smed och Ultima Thule. Ultima Thule har skrivit låtar om Karl XII i albumen Svea hjältar och För fäderneslandet, liksom Karolinerna i albumen November år 1700 och Förfluten tid, och Völund Smed i albumet Runor. Låtar om Karl XII har även skrivits av Midgårds Söner, Röde Orm och Odins Änglar. Metalbandet Sabaton från Falun har spelat in ett album betitlat Carolus Rex. Fyra låtar i albumet skildrar Karl XII från hans trontillträde till hans död och stormakten Sveriges fall. Albumet släpptes i maj 2012.

## Film och TV
| År   | Ursprungsland | Titel                                              | Filmtyp   | Genre         | Regi                  | I rollen som Karl XII | Bygger på                             |
| ---- | ------------- | -------------------------------------------------- | --------- | ------------- | --------------------- | --------------------- | ------------------------------------- |
| 1924 | Sverige       | Carl XII:s kurir                                   | Långfilm  | Drama         | Rudolf Anthoni        | Anton de Verdier      | Dikten Axel av Esaias Tegnér.         |
| 1925 | Sverige       | Karl XII (första delen)                            | Långtfilm | Drama         | John W. Brunius       | Gösta Ekman d. ä.     |                                       |
| 1925 | Sverige       | Karl XII (andra delen)                             | Långfilm  | Drama         | John W. Brunius       | Gösta Ekman d. ä.     |                                       |
| 1968 | Polen         | Hrabina Cosel                                      | Långfilm  | Drama         | Jerzy Antczak         | Daniel Olbrychski     |                                       |
| 1969 | Västtyskland  | Epitaph für einen König                            | TV-film   | Drama         | Fritz Umgelter        | Karl Walter Diess     |                                       |
| 1974 | Sverige       | Karl XII                                           | TV-film   | Drama         | Keve Hjelm            | Jarl Kulle            | Pjäsen Karl XII av August Strindberg. |
| 1982 | Sverige       | Kalabaliken i Bender                               | Långfilm  | Komedi        | Mats Arehn            | Gösta Ekman d. y.     |                                       |
| 1985 | Östtyskland   | Sachsens Glanz und Preußens Gloria                 | TV-film   | Drama, krig   | Hans-Joachim Kasprzik | Jörg Kleinau          |                                       |
| 2002 | Ukraina       | Molitva za hetmana Mazepu                          | Långfilm  | Drama         | Jurij Illjenko        | Nikita Dzjigurda      |                                       |
| 2007 | Ryssland      | Slaget vid Poltava                                 | Långfilm  | Drama, action | Oleg Rjaskov          | Ed Fleroff            |                                       |
| 2014 | Sverige       | En duva satt på en gren och funderade på tillvaron | Långfilm  | Drama         | Roy Andersson         | Viktor Gyllenberg     |                                       |

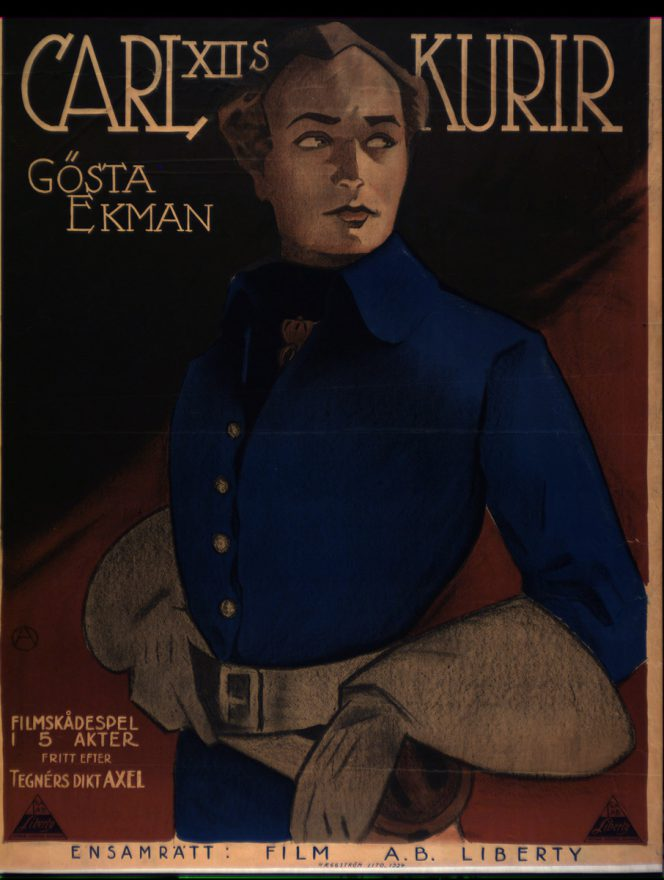
Bioaffisch till den numera förlorade stumfilmen Carl XII:s kurir från 1924.
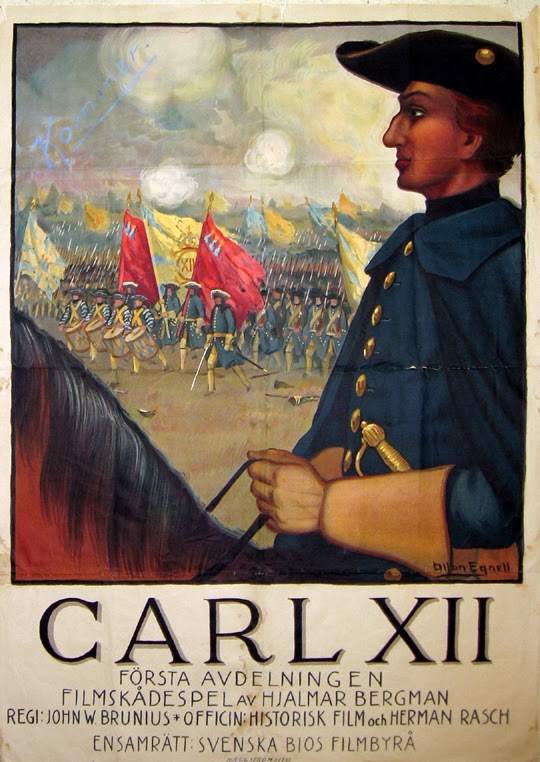
Bioaffisch till filmen Karl XII (första delen) från 1925, utförd av Allan Egnell.
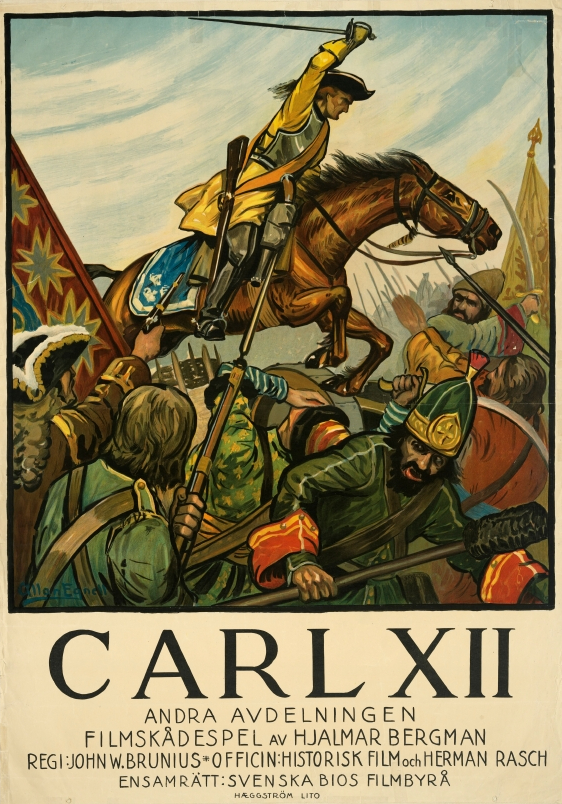
Bioaffisch till filmen Karl XII (andra delen) från 1925, utförd av Allan Egnell.
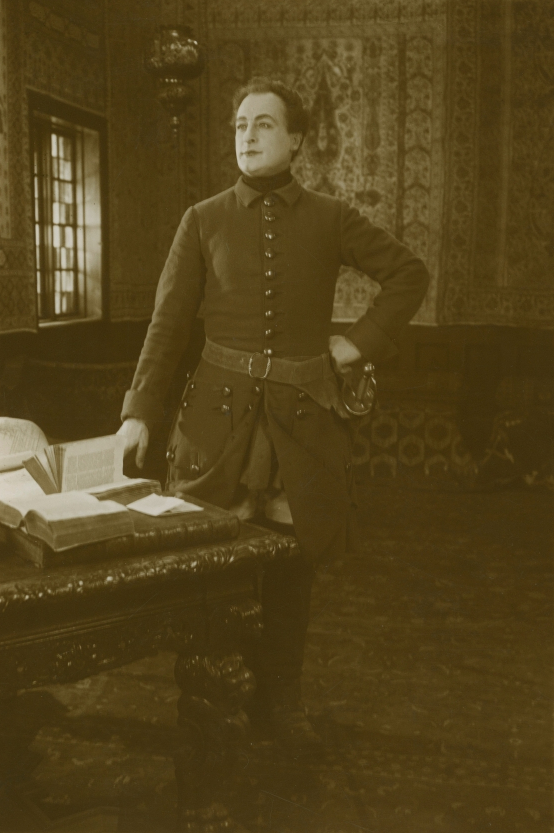
Anton de Verdier som Karl XII i Carl XII:s kurir.
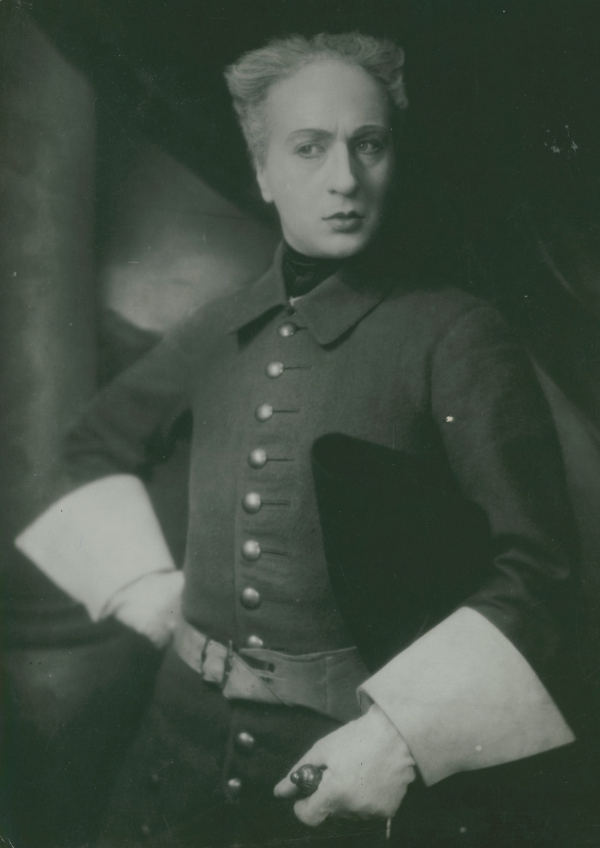
Gösta Ekman d.ä i rollen som Karl XII i stumfilmen Karl XII från 1925, regisserad av John W. Brunius.

| År   | Ursprungsland | Titel                                           | Serietyp  | Genre  | Regi                                 | I rollen som Karl XII | Bygger på                                                          |
| ---- | ------------- | ----------------------------------------------- | --------- | ------ | ------------------------------------ | --------------------- | ------------------------------------------------------------------ |
| 1986 | USA           | Peter the Great                                 | Miniserie | Drama  | Marvin J. Chomsky, Lawrence Schiller | Christoph Eichhorn    | Biografin Peter the Great: His Life and World av Robert K. Massie. |
| 2005 | Norge         | Brødrene Dal og mysteriet om Karl XIIs gamasjer | TV-serie  | Komedi | Torunn Calmeyer Ringen               | Åsleik Engmark        |                                                                    |
| 2006 | Sverige       | Nisse Hults historiska snedsteg                 | TV-serie  | Komedi | Carl Åstrand                         | Axel Skogberg         |                                                                    |